# Ischnia
Ischnia is een kevergeslacht uit de familie van de boktorren (Cerambycidae). De wetenschappelijke naam van het geslacht werd voor het eerst geldig gepubliceerd in 1903 door Jordan.

## Soorten
Ischnia omvat de volgende soorten:
- Ischnia aurescens Breuning, 1969
- Ischnia okuensis Breuning, 1973
- Ischnia picta Jordan, 1903